# IV Universiade
La IV Universiade estiva (1965. évi nyári universiade) si svolse a Budapest, in Ungheria nel 1965.

## Sport
- Atletica leggera (dettagli)
- Ginnastica artistica (dettagli)
- Pallacanestro (dettagli)
- Pallavolo (dettagli)
- Pallanuoto (dettagli)
- Scherma (dettagli)
- Nuoto (dettagli)
- Tennis (dettagli)
- Tuffi (dettagli)

## Medagliere
Evidenziato il paese organizzatore.
| Pos. | Nazione          |    |    |    | Tot. |
| ---- | ---------------- | -- | -- | -- | ---- |
| 1    | Ungheria         | 16 | 8  | 14 | 38   |
| 2    | Unione Sovietica | 14 | 26 | 16 | 58   |
| 3    | Stati Uniti      | 14 | 10 | 9  | 33   |
| 4    | Giappone         | 7  | 0  | 3  | 10   |
| 5    | Italia           | 6  | 2  | 1  | 9    |
| 6    | Germania Ovest   | 4  | 2  | 5  | 11   |
| 7    | Polonia          | 4  | 4  | 3  | 11   |
| 8    | Francia          | 2  | 3  | 3  | 8    |
| 8    | Romania          | 2  | 3  | 3  | 8    |
| 10   | Regno Unito      | 1  | 4  | 4  | 9    |
| 11   | Jugoslavia       | 1  | 1  | 3  | 5    |
| 12   | Bulgaria         | 1  | 1  | 1  | 3    |
| 13   | Canada           | 1  | 0  | 3  | 4    |
| 14   | Svezia           | 1  | 0  | 1  | 2    |
| 15   | Cecoslovacchia   | 0  | 3  | 2  | 5    |
| 16   | Paesi Bassi      | 0  | 3  | 1  | 4    |
| 17   | Cuba             | 0  | 2  | 0  | 2    |
| 18   | Austria          | 0  | 0  | 1  | 1    |